# Ben Gordon
Benjamin Ashenafi Gordon, detto Ben (Londra, 4 aprile 1983), è un ex cestista britannico con cittadinanza statunitense, professionista nella NBA.

## Biografia
Gordon è nato a Londra, in Inghilterra, da padre giamaicano e madre afroamericana. Si è trasferito negli Stati Uniti da bambino ed è cresciuto a Mount Vernon, New York.

## Carriera

### College
Gordon ha frequentato la Mount Vernon High School e ha guidato la squadra della scuola superiore, i Mount Vernon Knights al titolo dello stato di New York e alle finali nazionali.
La stagione successiva fu selezionato per entrare al College dall'Università di Seton Hall, egli però decise di andare in NCAA con la squadra dell'University of Connecticut. Con gli UCONN Huskies Gordon fu il miglior realizzatore, conquistando anche il premio sempre come miglior realizzatore alle finali NCAA dell'anno 2004.

### NBA

#### Chicago Bulls

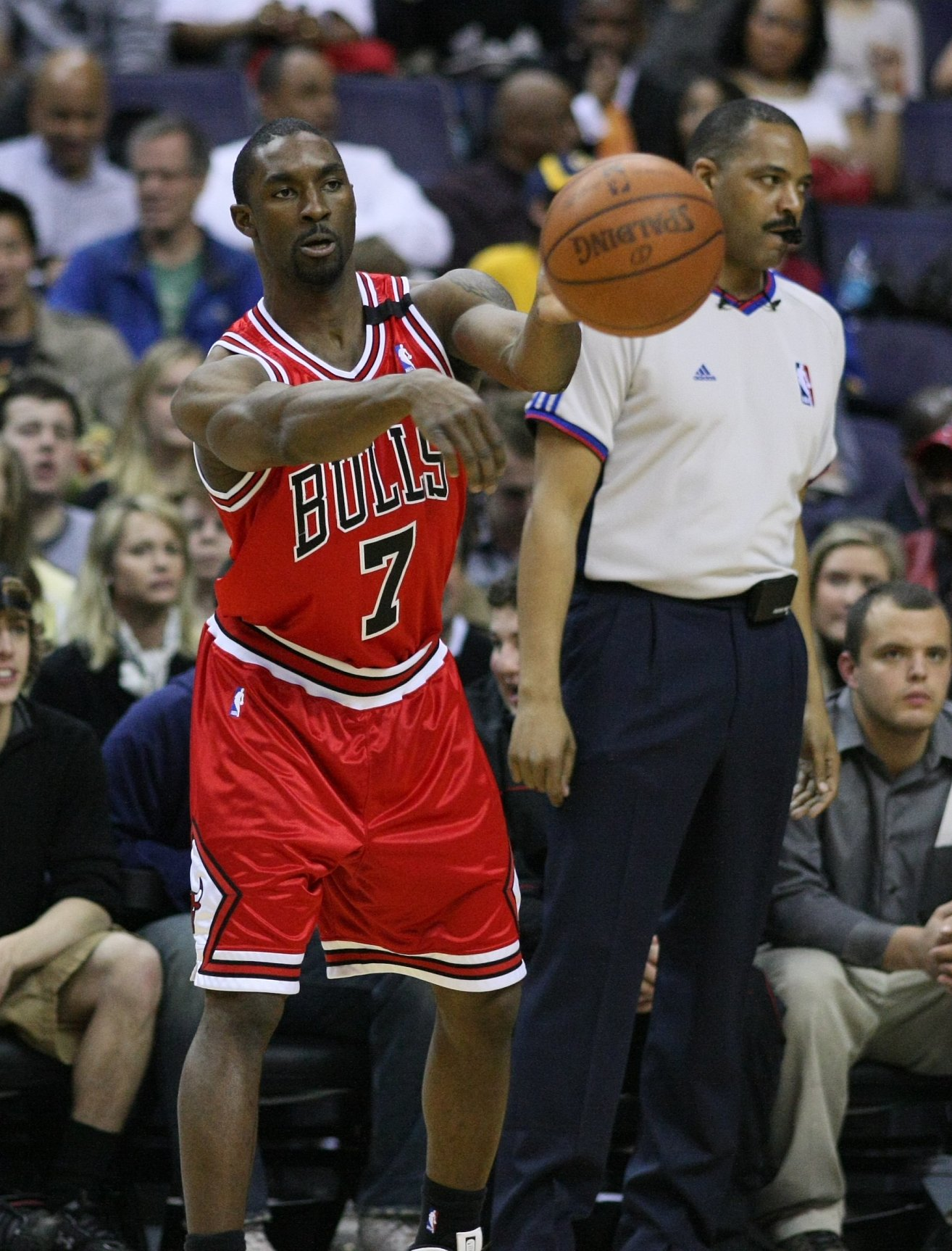
Gordon con la maglia dei Bulls

Dopo questa performance, Gordon si sentì pronto per l'NBA e si dichiarò eleggibile per il draft 2004, dove fu scelto come terzo dai Chicago Bulls. Dopo aver giocato in NBA la stagione 2004-05, Gordon fu eletto miglior sesto uomo dell'NBA, titolo assegnato per la prima volta a un rookie. Gordon ricevette anche tre volte il titolo di miglior rookie della Eastern Conference del mese (gennaio, febbraio e marzo). Infine Gordon fu inserito nella squadra dei migliori rookie della NBA.
Nella sua prima stagione nella lega, Gordon ha mostrato una grande abilità a reagire alla pressione nell'ultimo quarto della partita, pur mostrando qualche carenza in fase difensiva. Ebbe la seconda migliore media realizzativa nel quarto quarto dell'intera NBA, scavalcato solamente da LeBron James. Questo record è dovuto anche all'eccellente prestazione contro i Charlotte Bobcats, con 22 punti segnati nell'ultimo periodo. Nella stagione 2004-05 viaggiò a una media di 15,1 punti, 2,6 rimbalzi e 1,9 assist a partita giocando solo 24,2 minuti a partita. Guidando i Chicago Bulls ai loro primi play-off da quando Michael Jordan lasciò la squadra nel 1998, Gordon si guadagnò il nickname di Mr. 4th Quarter (Mister Quarto Quarto) grazie alle sue prestazioni in attacco nell'ultimo periodo della gara.
Nella sua seconda stagione Gordon ha avuto la possibilità di partire nel quintetto base dei Bulls. Gordon incrementò così il numero di minuti giocati, oltre alla sua media realizzativa e al numero di assist. Gordon fu così scelto per l'All-Star Game nella squadra dei Sophomore. In quella partita segnò 17 punti.
Nella partita vinta il 14 aprile 2006 contro i Washington Wizards eguagliò il record per il maggior numero di tiri da tre realizzati consecutivamente, segnandone 9 di fila. Gordon nelle stagioni successive gode di una grande ascesa, che però non ha effetto sulle prestazioni della sua squadra, i Chicago Bulls, che per la stagione 2007-08 sono costretti a seguire i play-off da casa. Gordon giocò molto bene anche nella stagione 2008-09 e continuò a migliorare, fino a toccare i venti punti a partita, raggiungendo i play-off 2009, dove i Bulls furono eliminati al primo turno, perdendo in 7 gare contro i Boston Celtics.

#### Detroit Pistons

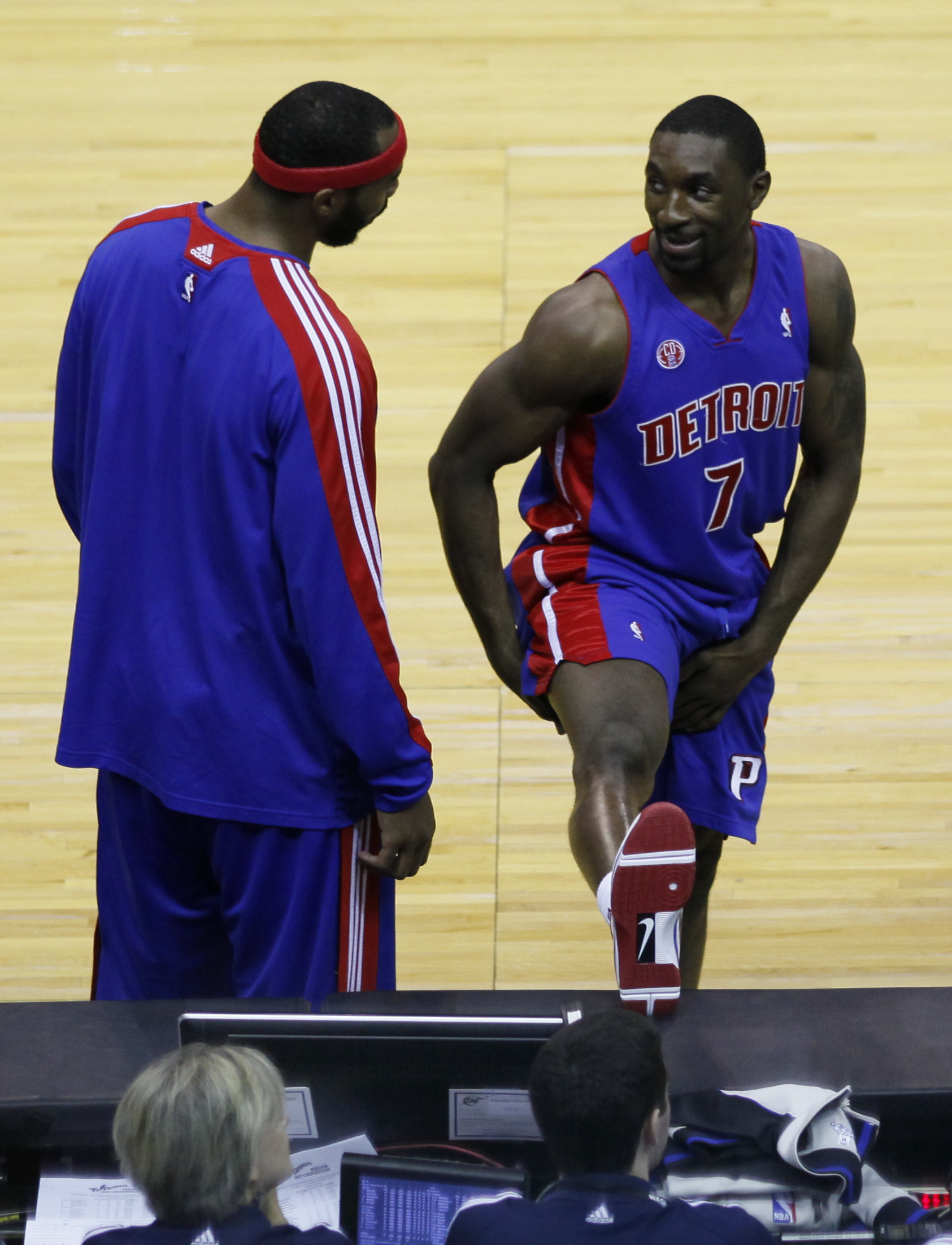
Gordon fa stretching prima di entrare in campo.

Nell'estate 2009 Gordon si è ritrovato in cerca di una squadra, dato che il suo contratto annuale con i Bulls è scaduto. Ben ha così deciso di firmare un contratto di cinque anni con i Detroit Pistons, dove partirà come cambio della guardia titolare Rip Hamilton e potrà anche giocargli a fianco in un quintetto basso. Il 10 gennaio 2010 Gordon, nella partita contro i Philadelphia 76ers, ha toccato quota 10.000 punti nella NBA.

#### Charlotte Bobcats
Il 27 giugno 2012 passa da Detroit a Charlotte in cambio di Corey Maggette e una prima scelta al Draft 2013. Il 1º marzo 2014 viene tagliato e diventa free-agent, però essendo scaduto il termine per essere rifirmato e partecipare ai playoff, non potrà giocare la post-season.

#### Texas Legends
Il 24 gennaio 2017, Gordon firma con i Texas Legends, squadra di G-League affiliata con i Dallas Mavericks.

#### Nazionale
Ben Gordon possiede doppia cittadinanza: americana e britannica (essendo nato in Inghilterra).
Nonostante abbia rappresentato la nazionale USA ai Giochi Panamericani del 2003, Gordon ha in seguito deciso di giocare per la nazionale inglese. Il 1º aprile 2008 è stato inserito ufficialmente in squadra, della quale fa parte anche l'ex-compagno (ai tempi dei Bulls) Luol Deng.
Nel 2010 ha dichiarato di voler partecipare alle Olimpiadi di Londra 2012 con la selezione della Gran Bretagna.
Dopo il trasferimento da Detroit a Charlotte, però, ha deciso di riunuciare all'impegno olimpico con la nazionale.
Fa il suo esordio con la nazionale britannica nell'estate 2016 per le qualificazioni agli europei.

## Statistiche

### College
| Anno       | Squadra       | PG  | PT | MP   | TC%  | 3P%  | TL%  | RP  | AP  | PRP | SP  | PP   |
| ---------- | ------------- | --- | -- | ---- | ---- | ---- | ---- | --- | --- | --- | --- | ---- |
| 2001-2002  | UConn Huskies | 34  | 2  | 24,8 | 44,4 | 41,3 | 72,6 | 2,7 | 3,1 | 1,0 | 0,2 | 12,6 |
| 2002-2003  | UConn Huskies | 33  | 33 | 33,4 | 44,3 | 41,9 | 80,8 | 4,2 | 4,7 | 1,2 | 0,2 | 19,5 |
| 2003-2004† | UConn Huskies | 39  | 39 | 34,5 | 43,4 | 43,3 | 82,9 | 4,7 | 4,5 | 1,4 | 0,2 | 18,5 |
| Carriera   | Carriera      | 106 | 74 | 31,0 | 44,0 | 42,3 | 79,5 | 3,9 | 4,1 | 1,2 | 0,2 | 16,9 |

### NBA

#### Regular Season
| Anno      | Squadra           | PG  | PT  | MP   | TC%  | 3P%  | TL%  | RP  | AP  | PRP | SP  | PP   |
| --------- | ----------------- | --- | --- | ---- | ---- | ---- | ---- | --- | --- | --- | --- | ---- |
| 2004-2005 | Chicago Bulls     | 82  | 3   | 24,4 | 41,1 | 40,5 | 86,3 | 2,6 | 2,0 | 0,6 | 0,1 | 15,1 |
| 2005-2006 | Chicago Bulls     | 80  | 47  | 31,0 | 42,2 | 43,5 | 78,7 | 2,7 | 3,0 | 0,9 | 0,1 | 16,9 |
| 2006-2007 | Chicago Bulls     | 82  | 51  | 33,0 | 45,5 | 41,3 | 86,4 | 3,1 | 3,6 | 0,8 | 0,2 | 21,4 |
| 2007-2008 | Chicago Bulls     | 72  | 27  | 31,8 | 43,4 | 41,0 | 90,8 | 3,1 | 3,0 | 0,8 | 0,1 | 18,6 |
| 2008-2009 | Chicago Bulls     | 82  | 76  | 36,6 | 45,5 | 41,0 | 86,4 | 3,5 | 3,4 | 0,9 | 0,3 | 20,7 |
| 2009-2010 | Detroit Pistons   | 62  | 17  | 27,9 | 41,6 | 32,1 | 86,1 | 1,9 | 2,7 | 0,8 | 0,1 | 13,8 |
| 2010-2011 | Detroit Pistons   | 82  | 27  | 26,0 | 44,0 | 40,2 | 85,0 | 2,4 | 2,1 | 0,6 | 0,2 | 11,2 |
| 2011-2012 | Detroit Pistons   | 52  | 21  | 26,9 | 44,2 | 42,9 | 86,0 | 2,3 | 2,4 | 0,7 | 0,2 | 12,5 |
| 2012-2013 | Charlotte Bobcats | 75  | 0   | 20,8 | 40,8 | 38,7 | 84,3 | 1,7 | 1,9 | 0,5 | 0,2 | 11,2 |
| 2013-2014 | Charlotte Bobcats | 19  | 0   | 14,7 | 34,3 | 27,6 | 81,0 | 1,4 | 1,1 | 0,5 | 0,1 | 5,2  |
| 2014-2015 | Orlando Magic     | 56  | 0   | 14,1 | 43,7 | 36,1 | 83,6 | 1,1 | 0,9 | 0,3 | 0,0 | 6,2  |
| Carriera  | Carriera          | 744 | 269 | 27,4 | 43,2 | 40,1 | 85,7 | 2,5 | 2,5 | 0,7 | 0,2 | 14,9 |

#### Playoffs
| Anno     | Squadra       | PG | PT | MP   | TC%  | 3P%  | TL%  | RP  | AP  | PRP | SP  | PP   |
| -------- | ------------- | -- | -- | ---- | ---- | ---- | ---- | --- | --- | --- | --- | ---- |
| 2005     | Chicago Bulls | 6  | 1  | 25,5 | 40,5 | 31,8 | 80,0 | 2,7 | 2,5 | 0,8 | 0,3 | 14,5 |
| 2006     | Chicago Bulls | 6  | 6  | 40,8 | 40,6 | 36,6 | 67,6 | 3,3 | 3,0 | 1,0 | 0,0 | 21,0 |
| 2007     | Chicago Bulls | 10 | 10 | 39,5 | 41,5 | 43,6 | 92,1 | 3,8 | 3,8 | 0,9 | 0,1 | 20,4 |
| 2009     | Chicago Bulls | 7  | 7  | 43,4 | 38,8 | 37,0 | 87,5 | 2,9 | 3,0 | 0,4 | 0,1 | 24,3 |
| Carriera | Carriera      | 29 | 24 | 37,8 | 40,3 | 38,4 | 84,0 | 3,2 | 3,2 | 0,8 | 0,1 | 20,2 |

## Palmarès
- Campione NCAA (2004)
- NBA Sixth Man of the Year (2005)
- NBA All-Rookie First Team (2005)